# Дьячков, Александр Васильевич
Александр Васильевич Дьячков (25 октября 1921 — 8 сентября 1961) — командир отделения взвода пешей разведки 861-го стрелкового полка 294-й стрелковой дивизии 52-й армии, младший сержант, Полный кавалер ордена Славы.

## Биография
Родился 25 октября 1921 года в селе Николаевка Благовещенского района Башкирии, в крестьянской семье.
Русский. Окончил начальную школу, курсы механизаторов. Работал трактористом.
В Красной армии с 1942 года. В действующей армии с февраля 1942 года.
После демобилизации в 1946 году А. В. Дьячков вернулся в родное село, работал трактористом в колхозе имени А. А. Жданова.
Скончался 8 сентября 1961 года. Похоронен в селе Николаевка Благовещенского района Башкирии.

## Подвиг
Разведчик взвода пешей разведки 861-го стрелкового полка (294-я стрелковая дивизия, 52-я армия, 2-й Украинский фронт) красноармеец Александр Дьячков 20 августа 1944 года при отражении контратак противника севернее румынского города Яссы из личного оружия уничтожил семь вражеских пехотинцев. 21 августа 1944 года в бою за город Яссы в уличных боях в рукопашной схватке бесстрашный воин-разведчик истребил около десятка вражеских солдат.
Указом Президиума Верховного Совета СССР от 8 сентября 1944 года «за образцовое выполнение заданий командования в боях с немецко-фашистскими захватчиками» красноармеец Дьячков Александр Васильевич награждён орденом Славы 3-й степени (№ 155044).
Командир отделения взвода пешей разведки 861-го стрелкового полка (294-я стрелковая дивизия, 52-я армия, 1-й Украинский фронт) младший сержант Александр Дьячков 28 января 1945 года у населённого пункта Гёрлиц (Германия) захватил находившегося в «секрете» немца, показания которого помогли заблаговременно подготовиться к отражению вражеской контратаки.
Указом Президиума Верховного Совета СССР от 19 февраля 1945 года «за образцовое выполнение заданий командования в боях с немецко-фашистскими захватчиками» младший сержант Дьячков Александр Васильевич награждён орденом Славы 2-й степени (№ 28017).
16 февраля 1945 года в бою за город Хундсфельд, Псе Поле, северо-восточнее польского города Вроцлава, младший сержант Дьячков А. В., возглавляя группу разведчиков, бесшумно снял вражеский сторожевой пост и ворвался в опорный пункт противника, чем способствовал успеху полка в освобождении города, за что 18 апреля 1945 года был повторно награждён орденом Славы 2-й степени.
Указом Президиума Верховного Совета СССР от 24 декабря 1959 года «за образцовое выполнение заданий командования в боях с немецко-фашистскими захватчиками» Дьячков Александр Васильевич перенаграждён орденом Славы 1-й степени (№ 3720), став полным кавалером ордена Славы.

## Награды
Награждён орденом Трудового Красного Знамени, орденами Славы 1-й, 2-й и 3-й степени, медалями.

## Память
В селе Николаевка на доме, где родился и жил полный кавалер ордена Славы А. В. Дьячков, установлена мемориальная доска.